# Základní sídelní jednotka
Základní sídelní jednotka (ZSJ) je v Česku a na Slovensku základní skladebnou částí sídelního útvaru, tvoří ji sídelní jednotka nebo urbanistický obvod. Účelem ZSJ je přesnější územní identifikace, než jakou poskytují jednotky katastrální území, obec a část obce. Identifikace se používá zejména ke statistickému sledování sociálně-ekonomických a územně-technických jevů přímo souvisejících s osídlením. 

## Historie
Před zavedením termínu základní sídelní jednotka se jako nejnižší celky používaly místní části, které však s novějším termínem část obce nejsou rovnocenné. Celá řada dřívějších místních částí již není evidována vůbec, a naopak jiná, dříve dále nedělená sídla jsou rozčleněna do více základních sídelních jednotek.
Základní sídelní jednotky byly v Československu vymezeny při územní přípravě sčítání lidu v roce 1970. Termíny a členění byly stanoveny s účinností od 1. ledna 1980 vyhláškou č. 120/1979 Sb., o prostorové identifikaci informací, tu k 1. lednu 2007 zrušil nový stavební zákon č. 183/2006 Sb. Tato vyhláška byla prováděcím předpisem k § 35 odst. 2 zákona č. 21/1971 Sb., o jednotné soustavě sociálně ekonomických informací (ten byl později nahrazen zákonem o evidenci obyvatel), a k § 130 zákona č. 50/1976 Sb., o územním plánování a stavebním řádu (stavební zákon).
Při územní přípravě sčítání lidu 1980, 1991 a v České republice roku 2001 byly ZSJ revidovány.
Základní sídelní jednotky definuje v České republice zákon č. 89/1995 Sb., o státní statistické službě. Ten zavedl ještě menší typ územní jednotky, a to statistický obvod (nejnižší jednotkou územní evidence pak je parcela). Základní sídelní jednotku definoval v § 2 jako část území obce s jednoznačnými územně technickými a urbanistickými podmínkami nebo spádová území seskupení objektů obytného nebo rekreačního charakteru. Zároveň stanovil, že základní sídelní jednotky jsou součástí soustavy územních prvků, kterou eviduje Registr sčítacích obvodů a budov. 
Podle zákona č. 111/2009, o základních registrech, Registr územní identifikace obsahuje mimo jiné údaje o základních sídelních jednotkách, a to včetně doplňujícího údaj o jejím charakteru, který je dán převažujícím způsobem využití území a strukturou zástavby základní sídelní jednotky. Identifikační údaje, údaje o vazbách na ostatní územní prvky, údaje o charakteru základní sídelní jednotky a lokalizační údaje o území základní sídelní jednotky zapisuje editor těchto údajů, kterým je Český statistický úřad.
Prováděcí vyhláška č. 359/2011 Sb. k zákonu o základních registrech v § 3 stanoví, že hranice polygonu území základní sídelní jednotky se vytváří na podkladě mapy základního státního mapového díla v měřítku 1 : 10000 nebo větším a její polohová přesnost odpovídá polohové přesnosti mapy 1 : 10000.

## Názvy a kódy a evidence
Základní sídelní jednotky se, podobně jako základní územní jednotky a územně technické jednotky, označují identifikačními čísly, které podle vyhlášky z roku 1979 stanovil Federální statistický úřad v dohodě s federálním ministerstvem pro technický a investiční rozvoj, a popisují se názvy a dalšími charakteristikami, vyjádřenými zpravidla formou kódů. 
Identifikační číslo se po dobu existence prostorové jednotky nemění. Příslušnost těchto jednotek k okresům a krajům a jim naroveň postaveným jednotkám územního členění státu se určuje nezávisle na identifikačních číslech doplňkovými kódy.  
Prováděcí vyhláška č. 359/2011 Sb. k zákonu o základních registrech v § 19 stanoví, že kód území základní sídelní jednotky má nejvýše 6 číslic včetně kontrolní číslice.
Názvy základních sídelních jednotek se podle vyhlášky z roku 1979 přejímají z Mapy základních územních jednotek, vydávané v gesci federálního ministerstva pro technický a investiční rozvoj Českým úřadem geodetickým a kartografickým v součinnosti s ministerstvem výstavby a techniky ČSR a Slovenským úřadem geodézie a kartografie v součinnosti s ministerstvem výstavby a techniky SSR, nebo z územně plánovací dokumentace.
Prostorové jednotky, jejich identifikační čísla a základní charakteristiky jsou uvedeny v jednotném číselníku prostorových jednotek, který podle vyhlášky z roku 1979 vydával Federální statistický úřad v součinnosti s federálním ministerstvem pro technický a investiční rozvoj. Obsah číselníku s některými dalšími údaji byl uložen v centrálně vedeném automatizovaném registru prostorových jednotek. Oprávnění orgánů a organizací čerpat údaje tohoto registru formou sestav nebo jiných nosičů dat stanovil v jednotlivých případech Federální statistický úřad v dohodě s federálním ministerstvem pro technický a investiční rozvoj podle požadavků ústředních orgánů. Územní vymezení a názvy základních sídelních jednotek byly vyznačeny v Mapě základních územních jednotek. 
Správcem kódů ZSJ a dílů v České republice bylo do 10. března 2004 Ministerstvo pro místní rozvoj ČR, od tohoto data Český statistický úřad.[zdroj?]

## Typy základních sídelních jednotek
Základní sídelní jednotku tvořila podle vyhlášky z roku 1979 buď sídelní lokalita nebo urbanistický obvod. 
Sídelní lokalitu tvoří samostatné seskupení objektů pro bydlení včetně území upraveného pro potřeby sídelního útvaru a případných výrobních, technických a občanských zařízení. Od sebe navzájem jsou sídelní lokality odděleny nezastavěnými plochami nebo hranicemi katastrálních území.  
Ve vybraných městech jsou základními sídelními jednotkami urbanistické obvody, které jsou vymezeny zpravidla v souladu s tím, jak územně plánovací dokumentace vymezují funkční plochy. Hranice urbanistických obvodů má probíhat po přirozených a v území identifikovatelných prvcích. Takovými vybranými městy byla dle vyhlášky z roku 1979 jednak střediska osídlení oblastního a obvodního významu podle usnesení vlády ČSR č. 283/1971 a usnesení vlády SSR č. 1/1972, a jednak střediska osídlení místního významu, která dosáhla velikosti 10 000 obyvatel. Evidovala je ministerstva výstavby a techniky obou republik federace. 
V evidenci Českého statistického úřadu jsou však na základní sídelní jednotky rozděleny i neosídlené plochy, tedy celé území státu. 
Pokud jedna ZSJ zasahuje do více částí obce, je rozdělena na díly, které jsou očíslované. Díl základní sídelní jednotky je dán příslušností budov, patřících do téže základní sídelní jednotky, do více částí obce. Jeden díl nemusí být souvislým územím, ale může se skládat z několika nepropojených částí. Dělení ZSJ na díly nemá oporu v obecně závazné legislativě, ale je součástí metodiky Registru sčítacích obvodů a budov.

## Využití
Vyhláška č. 120/1979 Sb. v § 8 stanovila, že všechny organizace jsou povinny používat k prostorové identifikaci identifikačních čísel, popřípadě i ostatních údajů při statistickém zjišťování, v soustavě informací pro výstavbu, územní plánování a při sledování technického a investičního rozvoje, v oblastních (regionálních) plánech, v podkladech pro sestavování rozpočtů a finančních plánů, v dokladech týkajících se dodavatelsko-odběratelských, resp. smluvních vztahů, ve zvlášť organizovaných evidencích, pasportech a rejstřících a v jiných integrovaných informačních soustavách, a to vždy stanoveným způsobem. Výjimky mohl ve výjimečných případech povolit Federální statistický úřad v dohodě s federálním ministerstvem pro technický a investiční rozvoj na návrh příslušného ústředního orgánu.